# Bucks Fizz
Bucks Fizz var en britisk popgruppe stiftet i 1981 for at deltage i Eurovision Song Contest samme år. Den vandt konkurrencen med sangen "Making Your Mind Up" og fik en stor popkarriere. Gruppen bestod af Bobby G, Cheryl Baker, Mike Nolan og Jay Aston.
Den 11. marts 1981 slog den relativt ukendte gruppe Bucks Fizz syv andre i "A Song for Europe", den britiske nationale finale i Eurovision Song Contest. De fulgte dermed 'traditionen' med grupper med to mænd og to kvinder, som blev etableret, efter at ABBA vandt konkurrencen i 1974. Gruppen blev sammensat af producent/og sangskriverparret Nichola Martin og Andy Hill specielt til denne anledning. Baker havde været medlem af gruppen Co-Co, som fik en 11. plads i Eurovision Song Contest 1978 for Storbritannien med bidraget "The Bad Old Days". 
Bucks Fizz repræsenterede Storbritannien i den internationale finale i Dublin i Irland. De fremførte "Making Your Mind Up", som bliver husket specielt for dansenummeret, hvor skørterne på de to kvinder i gruppen blev revet af. De vandt konkurrencen, men margenen til andenpladsen var på bare fire point. "Making Your Mind Up" blev et nummer ét-hit i ni forskellige lande, og gruppen oplevede en hektisk periode med promovering for albummet med gruppenavnet, og deres næste to album Are You Ready? (1982) og Hand Cut (1983) solgte til guld. Mod slutningen af 1983 havde gruppen mistet fodfæstet som Storbritanniens mest sælgende gruppe, da singlerne "London Town" og "Rules of the Game" placerede sig som hhv. nummer 34 og 57 på den engelske salgsliste. Gruppen bestemte sig for at tage en pause tidligt i 1984 af frygt for, at overeksponering var grunden til salgsnedgangen. 
Nu havde gruppen fået store interne problemer, og det blev efterhånden kendt, at det yngste medlem, Jay Aston, havde haft en affære med gruppens sangskriver, Andy Hill. Aston sluttede i gruppen efter en turbulent periode, hvor gruppen havde været involveret i en busulykke, hvor Mike Nolan var kommet mest til skade med blødninger i hjernen. Aston solgte sin historie til pressen under titlen "The hateful, bitchy world of Bucks Fizz", mens gruppens medlemmer lagde skylden på Aston. Aston blev sagsøgt af pladeselskabet og stod igen med store økonomiske problemer og uden pladekontrakt. Aston blev erstattet med 21-årige Shelley Preston, og gruppen fortsatte i 1980'erne uden de store hits. Aston, Baker og Nolan turnerer nu som "The Original Bucks Fizz", da Bobby G og hans kone ejer navnet "Bucks Fizz" som de turnerer under.